# マニアーチェ
マニアーチェ（イタリア語: Maniace, シチリア語: Maniàci）は、イタリア共和国シチリア州カターニア県にある、人口約3,700人の基礎自治体（コムーネ）。

## 地理

### 位置・広がり

#### 隣接コムーネ
隣接するコムーネは以下の通り。括弧内のMEはメッシーナ県所属を示す。
- ブロンテ
- チェザロ (ME)
- ロンジ (ME)